# CANZUK
CANZUK es un proyecto supranacional que comprende a Canadá, Australia, Nueva Zelanda y el Reino Unido como parte de una organización o confederación internacional similar en alcance a la antigua Comunidad Económica Europea. Esto incluye un mayor comercio, cooperación en política exterior, cooperación militar y movilidad de ciudadanos entre los cuatro estados, unidos por sistemas económicos, valores sociales y sistemas políticos y legales similares, además de que la mayoría de la población de cada país de la anglofonía. La idea es presionada por el grupo de defensa CANZUK International  y apoyada principalmente por los partidos conservadores de estos países (Partido Conservador del Reino Unido, Partido Conservador de Canadá, la Coalición Liberal-Nacional de Australia y Partido Nacional de Nueva Zelanda).

## Historia

### El término
El término CANZUK fue acuñado por primera vez por William David McIntyre en su libro de 1967 Colonies into Commonwealth (en español: Colonias dentro de la Mancomunidad) en el contexto de la unión política CANZUK.  La idea de una mayor cooperación en materia de migración, comercio y política exterior entre los países del CANZUK fue creada y popularizada en 2015 por el director ejecutivo y fundador del CANZUK International  (conocida anteriormente como la Organización de Libertad de Movimiento de la Mancomunidad), James Skinner.
Desde el referéndum sobre la pertenencia del Reino Unido en la Unión Europea de 2016 y la decisión tomada por el Reino Unido de abandonar la Unión Europea, escritores como Andrew Lilico y James C. Bennett, junto con académicos como el historiador Andrew Roberts, también defendieron que Canadá, Australia, Nueva Zelanda y Reino Unido se fusionan y forman una nueva entidad en la política internacional. Andrew Roberts sugirió que un bloque así podría encajar en el orden internacional como un tercer pilar de Occidente (junto con los Estados Unidos y la Unión Europea). Más allá de esto, Roberts sostiene que debido a su escala territorial, alcance geográfico y avanzada economía, la calificaría como una "gran potencia" y potencialmente una "potencia global" (o superpotencia emergente). 
Algunos defensores, favorecen una unión federal o confederal. Otros, describen el objetivo como la creación de una "asociación geopolítica" similar a la Comunidad Económica Europea.

### Relación
Canadá, Australia y Nueva Zelanda son antiguas colonias del Imperio Británico donde las personas de origen británico llegaron a constituir la mayoría de la población. Hoy en día, los cuatro países de CANZUK mantienen entre sí una estrecha afinidad de vínculos culturales, diplomáticos y militares. Las banderas de Australia y Nueva Zelanda contienen la Union Jack en su cantón; y esta es también una de las dos banderas oficiales de Canadá, utilizada en actos ceremoniales. 